# Stockwaage
Als Stockwaage, Bienenstockwaage oder Bienenwaage wird im Imkereiwesen und der Bienenzucht eine Wägevorrichtung bezeichnet, mit der die Gewichtsveränderungen eines Bienenvolkes ermittelt und überwacht werden können. Sie besteht aus einer meist speziellen Waage, auf die ein einzelner Bienenstock, der sogenannte Waagstock, aufgesetzt wird. Der Begriff Waagstock wird teils auch synonym für die gesamte Bienen-Wägevorrichtung mitsamt Waage, Bienenstock und etwaigem Schutzhäuschen gebraucht.
Während bislang analoge (mechanische) Stockwaagen eingesetzt wurden, kommen heute zunehmend digitale (elektronische) Stockwaagen in Gebrauch. Elektronische Stockwaagen ermöglichen unter Einsatz spezieller Messtechnik und Datenfernübertragung – insbesondere bei automatisierter Erfassung von weiteren Faktoren wie beispielsweise Stocktemperatur und einer standortbezogenen Wetterbeobachtung – sehr detaillierte Trachtbeobachtung sowie Fernüberwachung von Bienenvölkern. Dieses teils sogenannte Trachtmonitoring kann inzwischen auch für viele Standorte im Web abgerufen werden.

## Hintergrund
Die Gewichtskontrolle gilt als die „[beste] Methode zur eingriffsfreien Abschätzung“ des Zustandes eines Bienenvolkes. Sowohl bei dessen Aufwärtsentwicklung im Frühjahr infolge des Einbringens der Frühtracht als auch bei Zehrung des Winterfutters lässt sich über die Zu- und Abnahme des Beutengewichts eine Prognose zu anstehenden Arbeiten treffen, wie beispielsweise zu einer baldigen Honigernte.

## Geschichte und Bauweisen

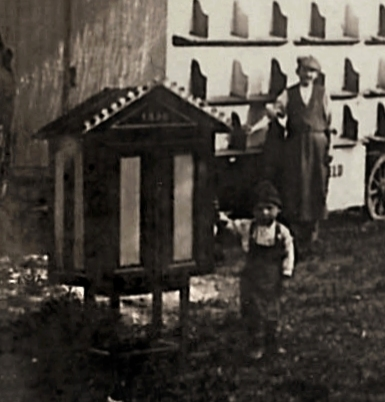
Historische Bienenstockwaage mit Schutzhäuschen / „Waagstock“ in der Großimkerei von Leopold Gombocz in Laafeld bei Radkersburg, Steiermark (1909)

Früher wurden für Stockwaagen größtenteils mechanische Waagen verwendet, meistens handelsübliche Balkenwaagen in Form einer flachen Tisch-Laufgewichtswaage mit der Wägeeinrichtung an der Schmalseite. Solche Waagen bestanden meist aus Eichenholz oder Metall. Die Tragfläche war so groß gehalten, dass sie eine gute Auflage für die darauf gestellte Beute bot und diese nicht verkanten konnte. Stockwaagen waren meist für eine „Tragfähigkeit von 100 bis 150 kg bei 50 g kleinster Maßeinheit“ ausgelegt. Die Waage mitsamt dem darauf gestellten, mit einem Bienenvolk bestückten „Waagstock“ wurde meist einzeln in einer besonderen Schutzhütte aufgestellt, wobei die Beute dann doppelwandig sein musste. Oft wurden solche Schutzhäuschen verhältnismäßig leicht gebaut und mit abnehmbaren Dach ausgestattet, so dass mit dem Waagstock gewandert werden konnte und der Imker so eine „genaue Übersicht der Ergiebigkeit der Tracht am Wanderplatz“ bekam. Die Messergebnisse von Stockwaagen mussten regelmäßig lokal abgelesen werden, um verwertbare Daten zu erhalten.
In neuerer Zeit wurden vielfach einfache, aber voll funktionsfähige Stockwaagen aus handelsüblichen Personenwaagen hergestellt, die in einen Holzrahmen eingebaut und mit zwei verstellbaren Spiegeln zum Ablesen „von außen“ versehen wurden. Solche meist für alle Beuten bis etwa 125 kg geeigneten Waagen wurden oft von Imkern oder Hobbyimkern selbst angefertigt, sind aber auch im Handel erhältlich.
Seit Mitte der 1990er-Jahre werden zunehmend elektronische Waagen verwendet, inzwischen oft auch in Kombination mit Mobilfunk und dem Internet. Auf dem Markt für Imkereibedarf konnten sich seit Anfang/Mitte der 2000er Jahre einige wenige Waagen- und Messtechnikhersteller aus Deutschland etablieren, die jeweils speziell entwickelte, aber einander ähnliche elektronische Stockwaagen und Wägesysteme anbieten. Derartige Stockwaagen bestehen aus einer korrosionsgeschützten Metallkonstruktion, auf die ein Bienenstock – bestehend aus einer Magazinbeute mit meist zwei Zargen und mitsamt einem Bienenvolk – aufgesetzt wird, sowie aus der mit Sensoren ausgestatteten, speziellen Messtechnik und optional der Datenfernübertragungstechnik.
Moderne elektronische Stockwaagen und Wägesysteme ermöglichen eine kontinuierliche Datenerfassung und Auswertung, wie insbesondere eine detaillierte Trachtbeobachtung mit Visualisierung, Wetterbeobachtung und „echte Messwerte“ für eine Standplatzauswahl sowie die Gewinnung von Sortenhonigen (Trachtphasen). Dieses sogenannte Trachtmonitoring liefert Entscheidungshilfen zur Bienenwanderung. Die Daten, wie Gewicht des Bienenstocks (Waagstockgewicht), Datums- und Uhrzeitangaben, optional auch Außentemperatur, Innentemperatur im Bienenstock, Luftfeuchtigkeit und Niederschlagsmenge, werden dabei live per Web, SMS oder Sprachausgabe übertragen. Spezielle Mobilfunk-Terminals wie GSM-Boxen können die Daten von mehreren Waagen und den optionalen Sensoren einer Wetterstation und/oder eines Niederschlagsmessers in einem Umkreis von etwa 100 m unter Registrierung von Datum und Uhrzeit erfassen, dauerhaft speichern und per GSM-Mobilfunknetz übertragen.
Inzwischen gibt es zahlreiche Selbstbau Varianten von elektronischen Stockwaagen. Ein Beispiel dafür ist das Open-Source-Projekt HoneyPi. HoneyPi basiert auf dem Raspberry Pi, einem kleinen Mini-Computer. Diese modernen Stockwaagen verfolgen einen typischen Internet of Things Aufbau und setzen die dafür typischen Tools ein. Ein Beispiel dafür ist ThingSpeak, ein Dienst, der zur Speicherung von Messdaten eingesetzt wird. Das System wird aktiv von einer Open-Source Gemeinschaft weiterentwickelt. Darunter gehören neben der Firmware beispielsweise die iOS- und Android-App. Die Apps zur Visualisierung der Messdaten sind teilweise kompatibel zu anderen Messsystemen. Dadurch können Imker ihre Bienenvölker auch von weiteren Stockwaagen Projekten jederzeit auf dem Smartphone überprüfen.

## Messdaten/Trachtmonitoring im Internet

### Allgemeine Entwicklung
Seit Ende der 2000er-/Anfang der 2010er-Jahre sind die Messdaten von ausgewählten oder extra dafür aufgestellten, meist elektronischen Bienenstockwaagen in zunehmendem Maße auch im Internet abrufbar. Solche Webangebote wurden und werden vor allem von Institutionen mit Bezug zum Imkereiwesen und zur Bienenzucht oder Imkervereinigungen eingerichtet und betrieben, aber auch von einzelnen Imkereien, Hobbyimkern und Stockwaagenherstellern. Das teils nur für angeschlossene Mitglieder zugängliche Trachtmonitoring von ausgewählten Standorten per Internet, oft aber auch öffentlich frei zugängliche Internetangebot gewinnt zunehmend an Bedeutung.

### Beispiele in Deutschland
In Deutschland werden beim Projekt TrachtNet des Landes Rheinland-Pfalz bundesweit Bienenvölker überwacht und die Daten der Waagen ständig ausgewertet. Das Projekt wird vom rheinland-pfälzischen Fachzentrum Bienen und Imkerei in der Stadt Mayen, das dem Dienstleistungszentrum Ländlicher Raum Westerwald-Osteifel angehört, betreut. Angeschlossene „Trachtnet-Waagen“ des Projektes sind inzwischen auch in folgenden Bundesländern zu finden: Bayern, Hessen, Mecklenburg-Vorpommern, Niedersachsen und Nordrhein-Westfalen. Das Trachtmonitoring kann für jeden Standort in Form von Grafiken oder Tabellen online abgerufen werden.

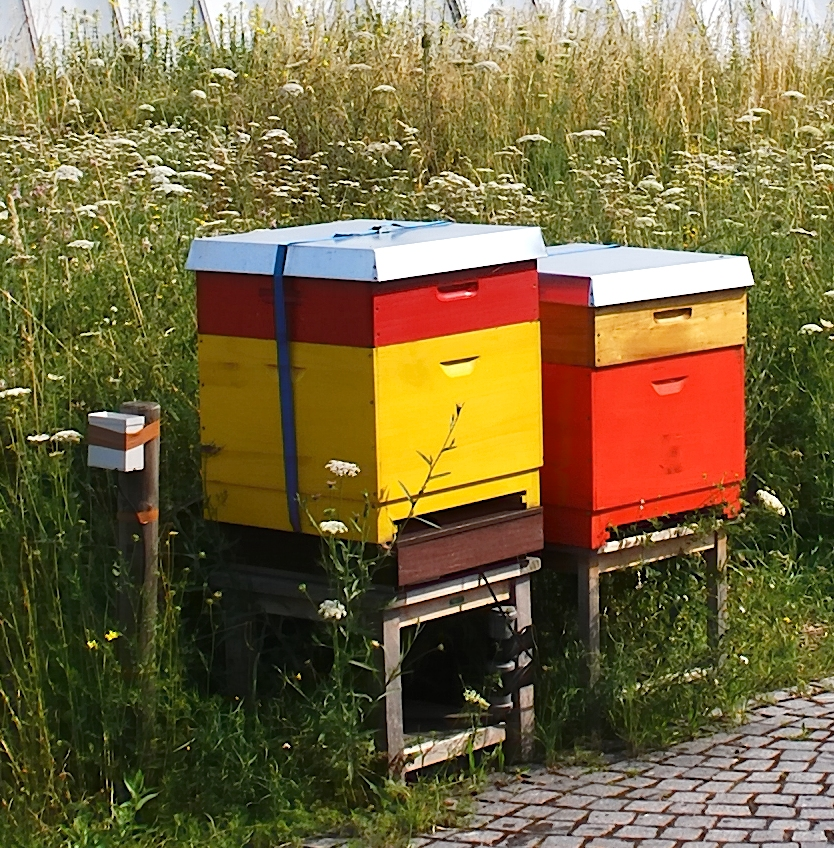
GSM-Modem (am Pfosten) und elektronische Stockwaage (unter dem linken Bienenstock), auf dem Dachgarten der Bundeskunsthalle in Bonn (2013)

Auf dem Dachgarten der Bundeskunsthalle in Bonn, auf dem seit 2011 ein Dutzend Bienenvölker gehalten werden, wurde einer der Bienenstöcke mit einer elektronischen Stockwaage ausgestattet. Die dort gemessenen Daten zum Wetter und zur Zu- und Abnahme des Waagvolkes werden täglich automatisch per SMS an den Server des Waagenherstellers gesendet und auf einer öffentlichen Webseite den derzeit rund 120 Imkern im Raum Bonn sowie sonst Interessierten zur Verfügung gestellt.
Auf Vereinsebene stellt zum Beispiel der Berliner Imkerverein Lichtenrade e. V. auf seiner Website fortlaufend „Beobachtungs- und Waagstockberichte“ öffentlich zur Verfügung. Diese Berichte stammen von einem Standort in Berlin-Lichtenrade, an dem eine mechanische Tisch-Laufgewichtswaage eingesetzt und außer den Gewichtsveränderungen des Waagstocks auch der Niederschlag erfasst wird, sowie von einem Waagstock in Berlin-Tempelhof, bei dem eine elektronische Stockwaage zum Einsatz kommt.
Ebenfalls in Berlin wird von der Redaktion des Deutschen Bienen-Journals, die seit 2009 auf der Dachterrasse des Verlagshauses in Berlin-Wilmersdorf mehrere Bienenvölker hält, seit 2011 ein Waagstock mit einer elektronischen Stockwaage eingesetzt. Die Trachtbeobachtungs-Messdaten der „Verlagsbienen“ werden im Internet frei zur Verfügung gestellt.
Im schwäbischen Raum hat sich unter dem Namen Stockwaagen Schwaben eine Gemeinschaft von Imkern und Imkervereinen zusammengeschlossen, die in ihrer Region mehrere elektronische Stockwaagen betreiben und die gemessenen Daten allen Vereinsmitglieder der dem LVBI angeschlossenen Imker- bzw. Bienenzuchtvereine im Internet zur Verfügung stellen.

### Beispiele in Österreich
In Österreich wurde 2007 im Rahmen einer Diplomarbeit an der Fachhochschule Campus 02 in Graz eine elektronische Stockwaage mit Datenfernübertragung entwickelt, bei der handelsübliche Module und Systeme verwendet wurden. Die Entwicklung wurde bei einer Großimkerei in Kärnten im Praxisbetrieb erprobt. Die Grundausstattung setzt sich zusammen aus einem programmierbaren Steuerungsgerät (Typ Logo) sowie einem Messwertwandler und einem GSM-Modem mit Antenne. Bei länger andauernder Abweichung des Messwerts sendet die Steuerung automatisch eine SMS per GSM-Modem ans Handy des Imkers.
Nachfolgend wurde Anfang der 2010er-Jahre am Institut für Automatisierungstechnik an der Grazer Fachhochschule Campus 02 im Rahmen eines F&E-Projektes ein Prototyp für eine automatische elektronische Bienenwaage konstruiert, bei der eine speziell entwickelte Mess- und Auswertungstechnik zum Einsatz kommt. Das von der Wirtschaftskammer Steiermark geförderte Sensornetzwerk-System wird gegenwärtig von verschiedenen Imkern in der Steiermark getestet sowie an der FH Campus 02 zur Serienreife weiterentwickelt.
2013/2014 wurde im österreichischen Bundesland Tirol im Rahmen einer Untersuchung über die Auswirkungen des Einsatzes von Pflanzenschutzmitteln in den Obstkulturen im Bezirk Landeck ein „Bienenmonitoring“ durchgeführt. Für die Erhebungen setzte die mitwirkende Imkerschule an der Landwirtschaftlichen Landeslehranstalt Imst mehrere elektronische Stockwaagen ein, um Gewichtsveränderungen der Bienenvölker zu registrieren und Grundlagen zur Beurteilung des Gesundheitszustandes und der Entwicklung der Völker zu erfassen.

### Beispiele in der Schweiz
In der Schweiz wurden vom Verein deutschschweizerischer und rätoromanischer Bienenfreunde (VDRB) an verschiedenen Standorten elektronische und vollautomatische Waagen installiert, welche eine zeitnahe Beobachtung der jeweiligen Trachtverhältnisse und des lokalen Wetters ermöglichen. Die Messergebnisse werden täglich aktualisiert an einen zentralen Server übermittelt, welcher die Daten im Internet öffentlich zur Verfügung stellt.